# Siegfried Burkhardt
Siegfried Burkhardt (* 26. Februar 1930 in München; † 30. August 2013 in Straubing) war ein deutscher Fußballspieler. Der Stürmer hatte in der Saison 1958/59 mit Westfalia Herne die Meisterschaft in der Fußball-Oberliga West errungen und von 1951 bis 1963 insgesamt 278 Spiele mit 36 Toren in der damals erstklassigen Fußball-Oberliga West absolviert.

## Laufbahn

### Oberliga West, 1951 bis 1963
Der aus München stammende Amateurfußballer Siegfried Burkhardt kam über den ASV Cham aus der Oberpfalz zu ETB Schwarz-Weiß Essen in die 2. Liga West. Mit der Elf aus dem Essener Süden erreichte er in der Saison 1950/51 unter Trainer Josef Uridil als Vizemeister – in der 2. Liga hatte Burkhardt in 21 Einsätzen sechs Tore erzielt – in der Relegation gegen Alemannia Aachen, SSV Wuppertal und Rot-Weiß Oberhausen den Aufstieg in die Erstklassigkeit der Oberliga West. Er spielte zumeist im damaligen WM-System als linker Außenläufer für die Elf vom Uhlenkrugstadion. Der gelernte Automechaniker belegte mit ETB 1951/52 in der Oberliga West den 11. Rang und hatte dabei 18 Ligaspiele absolviert. Zur Saison 1952/53 schloss er sich dem Ligarivalen Sportfreunde Katernberg im Essener Norden an.
Bei den Grün-Weißen vom Stadion Am Lindenbruch erlebte er aber eine Runde ohne Erfolg: persönlich kam er lediglich zu fünf Einsätzen an der Seite von Torhüter Heinz Kubsch und dem Angreifer Willi Vordenbäumen und die Sportfreunde stiegen als 15. In die 2. Liga ab. Er kehrte darauf zur Saison 1953/54 wieder an den Uhlenkrug zurück, indem er bei SW Essen einen neuen Vertrag unterschrieb. Neben Trainer Fritz Buchloh kamen neben Burkhardt auch noch die weiteren Spieler Hubert Schieth, Edmond Kasperski, Adolf Knoll und Alfred Mikuda neu zu ETB. Neben Sturmdirigent Kurt Zaro kam Burkhardt auf 20 Ligaeinsätze, in denen er sechs Tore erzielte. ETB belegte den sechsten Rang. Nach insgesamt 68 Ligaspielen mit elf Toren beendete der „Fußballwanderer“ im Sommer 1956 seine Aktivität in Essen und nahm ein neues Vertragsangebot bei Westfalia Herne zur Saison 1956/57 an.
Er debütierte am 18. August 1956 bei einem 2:1-Auswärtserfolg gegen den FC Schalke 04 unter Trainer Fritz Langner im Herner Team. Auf Anhieb gehörte er dem engen Kreis der Stammbesetzung an und absolvierte alle 30 Ligaspiele. Westfalia belegte 1956/57 den 11. Rang. Zur Runde 1957/58 kam mit Horst Wandolek ein neuer Flügelstürmer zur Elf vom Stadion am Schloss Strünkede. Der Klub aus der Herner Innenstadt belegte um die Achse Hans Tilkowski, Alfred Pyka und Helmut Benthaus 1957/58 den zwölften Rang – einen Rang vor dem Lokalrivalen SV Sodingen – und nichts deutete darauf hin, dass die Mannschaft von Trainer Langner in den nächsten Runden in die Oberligaspitze aufrücken könnte.
Mit einer überragenden Abwehrleistung – in 30 Rundenspielen trafen die gegnerischen Angreifer nur 23-mal in das von Hans Tilkowski gehütete Herner Tor – und den 28 Toren des neuen West-Torschützenkönigs Gerhard Clement holte sich Westfalia Herne 1958/59 überraschend mit sechs Punkten Vorsprung vor dem 1. FC Köln und Fortuna Düsseldorf die westdeutsche Meisterschaft. Die Spieler Horst Wandolek, Kurt Sopart, Gerhard Clement, Siegfried Burkhardt und Alex Kraskewitz bildeten die Stammformation im Angriff des neuen Meisters, der es wie der Vize 1. FC Köln, auf 60 Treffer brachte. Die Ligarunde eröffneten Burkhardt und Kollegen am 24. August 1958 mit einem 1:0-Heimerfolg im „Lokalderby“ gegen den SV Sodingen. Am letzten Rundenspieltag, den 22. April 1959, beendete der neue Meister die Runde mit einem 2:1-Heimerfolg gegen den VfL Bochum. „Siggi“ Burkhardt hatte in Herne die Rolle als Spieldirigent von Günter Grandt übernommen, war Spielführer der Meistermannschaft und arbeitete offiziell bei Funke & Huster. Durch das Training von Langner hatte die Mannschaft eine unwahrscheinliche Kondition, Moral, Kampfgeist und Kraft. Die Devise von Langner war, „vom kämpferischen ins spielerische übergehen“.
In der Endrunde um die deutsche Meisterschaft 1959 konnte Herne mit 4:8 Punkten zwar nur den dritten Rang belegen, Burkhardt hatte alle sechs Spiele gegen Kickers Offenbach, Hamburger SV und Tasmania 1900 Berlin absolviert. Die Herner Heimspiele in der Endrunde um die deutsche Fußballmeisterschaft wurden im Dortmunder Stadion Rote Erde ausgetragen.
In die Oberligasaison 1959/60 startete der Titelverteidiger am 23. August 1959 mit einem 2:0-Heimsieg – je ein Treffer von Wandolek und Clement – gegen Fortuna Düsseldorf. Im Rundenverlauf setzte sich aber der mit Spitzenspielern – in der Abwehr mit Fritz Ewert, Georg Stollenwerk, Karl-Heinz Schnellinger, Hans Sturm und Leo Wilden sowie im Angriff mit Helmut Rahn, Christian Müller und Hans Schäfer – herausragend bestückte 1. FC Köln souverän durch. Westfalia Herne kam mit sieben Punkten Rückstand zur Vizemeisterschaft und zog damit erneut in die Endrunde ein. Burkhardt hatte in 22 Ligaspielen vier Tore erzielt, kam aber in der Endrunde 1960 nicht mehr zum Einsatz.
Von 1956 bis 1960 war er für Westfalia Herne in der Fußball-Oberliga West in 110 Spielen aufgelaufen, wo er neun Tore als Aufbauspieler erzielte. Er nahm zur Saison 1960/61 ein Angebot von den „Blauen Funken“ des TSV Marl-Hüls an und verabschiedete sich nach vier Spieljahren aus Herne.
Beim Deutschen Amateurmeister des Jahres 1954, den Blau-Weißen vom Jahnsportplatz, welche im Sommer erst in die Oberliga aufgestiegen waren, gehörte der Mann aus Herne sofort der Stammformation an; Burkhardt bestritt 29 Ligaspiele und erzielte für den TSV elf Tore. Zumeist bildete er auf Halblinks mit dem Talent Heinz van Haaren den linken Flügel der Blau-Weißen. Der Klassenerhalt des Aufsteigers glückte mit dem Erreichen des 12. Ranges. Er hatte am Rundenstarttag, den 14. August 1960, bei einer 2:5-Auswärtsniederlage beim Meidericher SV mit einem Treffer in Reihen der Elf aus Hüls debütiert. Das Heimspiel gegen seinen Ex-Verein aus Herne hatte er mit Marl-Hüls am 11. September 1960 vor 10.000 Zuschauern mit 2:4 verloren. Gegen den FC Schalke 04 gelang in der Hinrunde beim Heimspiel vor 15.000 Zuschauern ein 0:0-Remis, in Gelsenkirchen gelang sogar im April 1961 ein 2:1-Auswärtserfolg. Dabei hatte Burkhardt den TSV in 27. Minute mit 1:0 in Führung gebracht und hatte es in den meisten Zweikämpfen mit Willi Schulz zu tun gehabt. Im zweiten Oberligajahr mit Marl-Hüls, 1961/62, kämpfte man trotz Mitspielern wie Karl-Heinz Sell, Horst Wandolek und Heinz van Haaren nur noch gegen den Abstieg und erreichte knapp den rettenden 14. Rang. Nach zwei Runden mit 47 Oberligaeinsätzen und 15 Toren schloss er sich zur Runde 1962/63, der letzten der alten erstklassigen Oberligaära, Borussia Mönchengladbach an und wechselte an den Niederrhein.
Am Bökelberg begann der vormalige Herner Trainer Fritz Langner als Nachfolger von Bernd Oles seine Tätigkeit und holte neben Burkhardt noch Heinz Crawatzo und Werner Moldovan zu den späteren „Fohlen“, die mit Albert Brülls ihren überragenden Angreifer nach Italien zum FC Modena verloren hatten. Die ersten vier Spiele verlor Borussia mit Burkhardt auf Halblinks, ehe er im weiteren Verlauf der Runde auf die linke Außenläuferposition rückte. Der 32-jährige Routinier absolvierte alle 30 Ligaspiele und die Borussia belegte den 11. Rang. Mit Franz Brungs, Ulrich Kohn und dem jungen Herbert Laumen standen drei überdurchschnittliche Offensivakteure im Kader von BMG, welcher aber auch in der Defensive mit Torhüter Manfred Orzessek und Spielern wie Gerd Schommen, Heinz Lowin, Albert Jansen, Heinz de Lange und Karl-Heinz Mülhausen Qualität vorzuweisen hatte. Nach Rundenende verjüngte die Borussia zum Start der zweitklassigen Regionalliga West, 1963/64, mit Günter Netzer, Rudolf Pöggeler, Egon Milder und Horst-Dieter Höttges weiter den Kader und der Routinier unterschrieb einen Vertrag bei der SpVgg Herten.

### Regionalliga West, 1963 bis 1968
Mit Trainer Kurt Sahm und einem 1:1-Auswärtsremis bei den Sportfreunden Siegen startete Herten am 4. August 1963 mit Spielern wie Günter Graetsch, Rudi Assauer und „Siggi“ Burkhardt in die erste Runde Regionalliga West. Die erste Niederlage steckte das Team von der Kampfbahn Katzenbusch am vierten Spieltag, den 25. August 1963, bei einer 2:3-Heimniederlage gegen den späteren Vizemeister Wuppertaler SV ein. Insbesondere die zwei Erfolge am zehnten und elften Spieltag gegen Borussia Mönchengladbach (3:1) und Fortuna Düsseldorf (2:1) machten die Grün-Weißen hoffnungsvoll, den angestrebten Klassenerhalt in der 20er-Staffel erfolgreich bestehen zu können. Im weiteren Verlauf der Runde stand Herten aber immer mehr im direkten Abstiegskampf, wo Burkhardt aber ab Februar 1964 – bis dahin hatte er 18 Ligaspiele (1 Tor) bestritten – aber nicht mehr zum Einsatz kam.
Am letzten Spieltag, den 10. Mai 1964, wurde die Auswärtsbegegnung beim VfB Bottrop in der Schlussminute durch einen Handelfmeter mit 1:2 verloren und damit stieg Herten punktgleich mit STV Horst-Emscher als 16. in die Amateurliga ab.

### Tod
Burkhardt hatte zeitlebens mit Krankheiten und einer nicht ausgeheilten Herzmuskelentzündung zu kämpfen, da er während seiner aktiven Zeit auch als Rekonvaleszent frühzeitig wieder in den Trainings- und Spielbetrieb zurückkehrte und Krankheiten nicht vollständig auskurierte. Er starb am 30. August 2013 in Straubing an einer Lungenentzündung.